# Literární atlas československý
Literární atlas československý je dvousvazkové encyklopedické dílo vydané v letech 1932 (1. díl) a 1938 (2. díl), které napsal zejména Bohumil Vavroušek s pomocí Arne Nováka.

## 2. díl
Knihu obrovského formátu (44 cm na výšku) vydalo nakladatelství Prometheus v Praze s podporou Ministerstva školství a národní osvěty i České akademie věd. Předchozí 1. díl vydalo Ottovo nakladatelství.
Vlastní hesla o zhruba 800 spisovatelích jsou na 343 stranách, dalších 43 samostatně číslovaných stran tvoří úvod, předmluva a závěrečné rejstříky. Součástí knihy je několik stovek velmi kvalitních černobílých fotografií spisovatelů, pomníků, plakátů, obrazů, literárně zajímavých budov, pomníků, titulní strany knih a časopisů. Jsou umístěny u jednotlivých hesel, případně seskupeny jako samostatná strana plná fotografií poblíž příslušných jmen.
Klasickou tiráž kniha nemá. Zeleně vázaná kniha je opatřena na titulní straně i hřbetu nápisem Literární atlas.

## Spolutvůrci obou dílů
Hlavní část knih zpracoval Bohumil Vavroušek s vydatnou pomocí PhDr. Arne Nováka. Na bohaté fotografické úpravě má největší podíl PhDr. Zdeněk Wirth. Na jednotlivých heslech se podíleli profesoři Karlovy univerzity PhDr. Bohumil Bydžovský, PhDr. Jarolav Heyrovský, JUDr. Jan Kapras, PhDr. Miloš Kösler, PhDr. Bohumil Němec, PhDr. František Nušl, MUDr. Josef Vinař, MUDr. Karel Weigner, PhDr. František Závišek, dále profesoři Vysokého učení technického Ing. Josef Hanuš a Dr.Ing. Emil Votoček. S vyhledáváním archivních materiálů pomáhali ředitel Archivu hlavního města Prahy PhDr. Václav Vojtíšek, knihovník Národního muzea PhDr. František Páta, ředitel knihovny Náprstkova muzea PhDr. Bohumír Lifka, ředitel sbírek historické archeologie Národního muzea PhDr. Karel Guth a spolek Svatobor.

## Finanční podpora encyklopedie
Poskytli ji třídy České akademie věd a umění, Ministerstvo školství a národní osvěty, Kancelář prezidenta republiky, školský referát v Bratislavě. 

## Obsah

### 2. díl
- Strany I–XIII – předmluva Bohuslava Vavrouška a Úvod Arne Nováka.
- Strany 1–343 – hesla o českých spisovatelích

#### Závěrečná část příloh a rejstříků
- Strany 1–16 – Soupis hesel 2. dílu v posloupnosti stran
- Strany 17–19 – Rejstřík osobní hesel 2. dílu abecedně
- Strany 19–22 – Rejstřík chronologický  podle narození hesel obou dílů
- Strany 22–28 – Rejstřík místní podle narození dílu 1 a 2.